# Igreja de Mármore

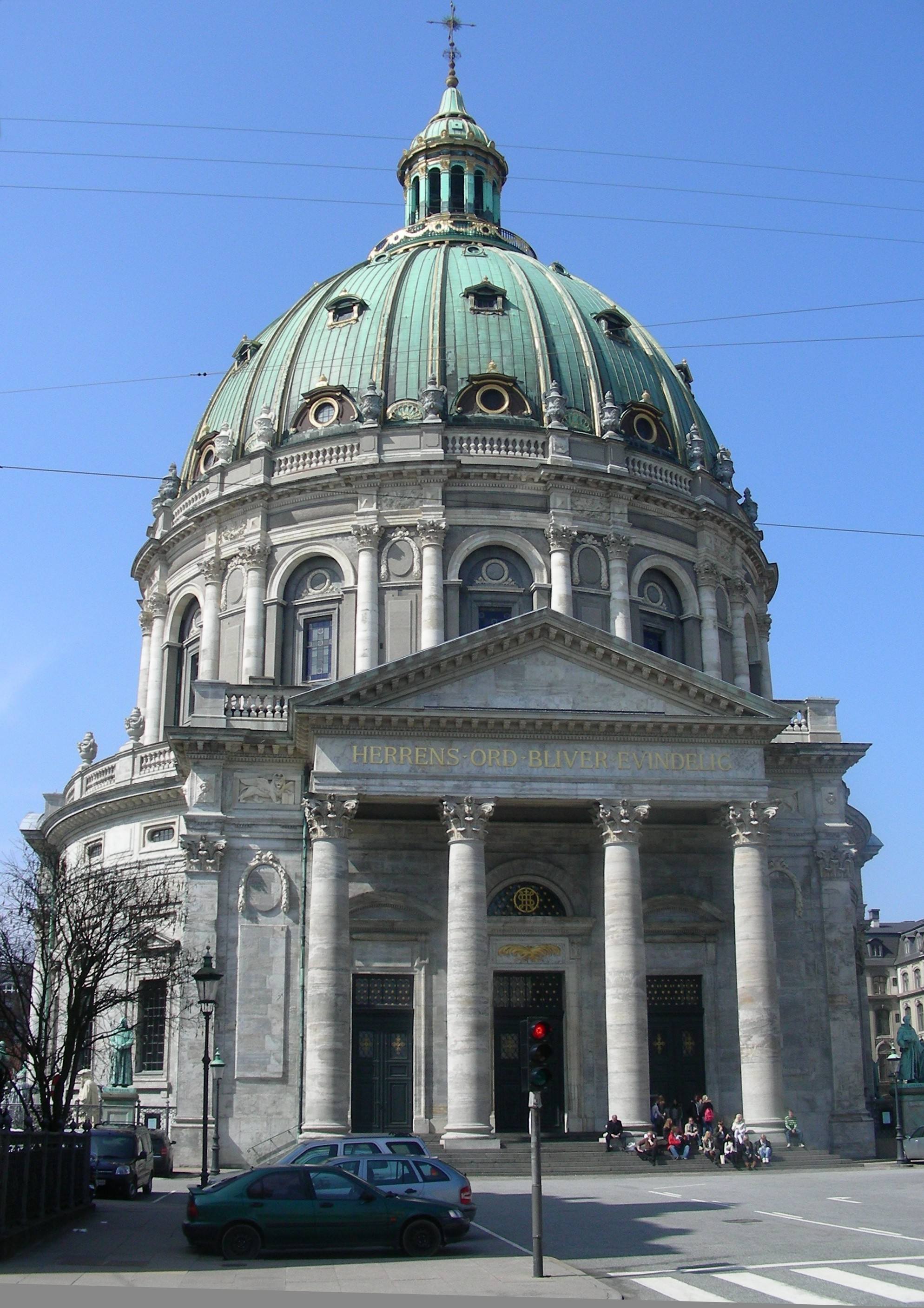
A Marmorkirken

Igreja de Mármore, como é conhecida, (em dinamarquês:Frederiks Kirke) ou Marmorkirken é uma grande igreja no centro de Copenhaga, Dinamarca.

## História

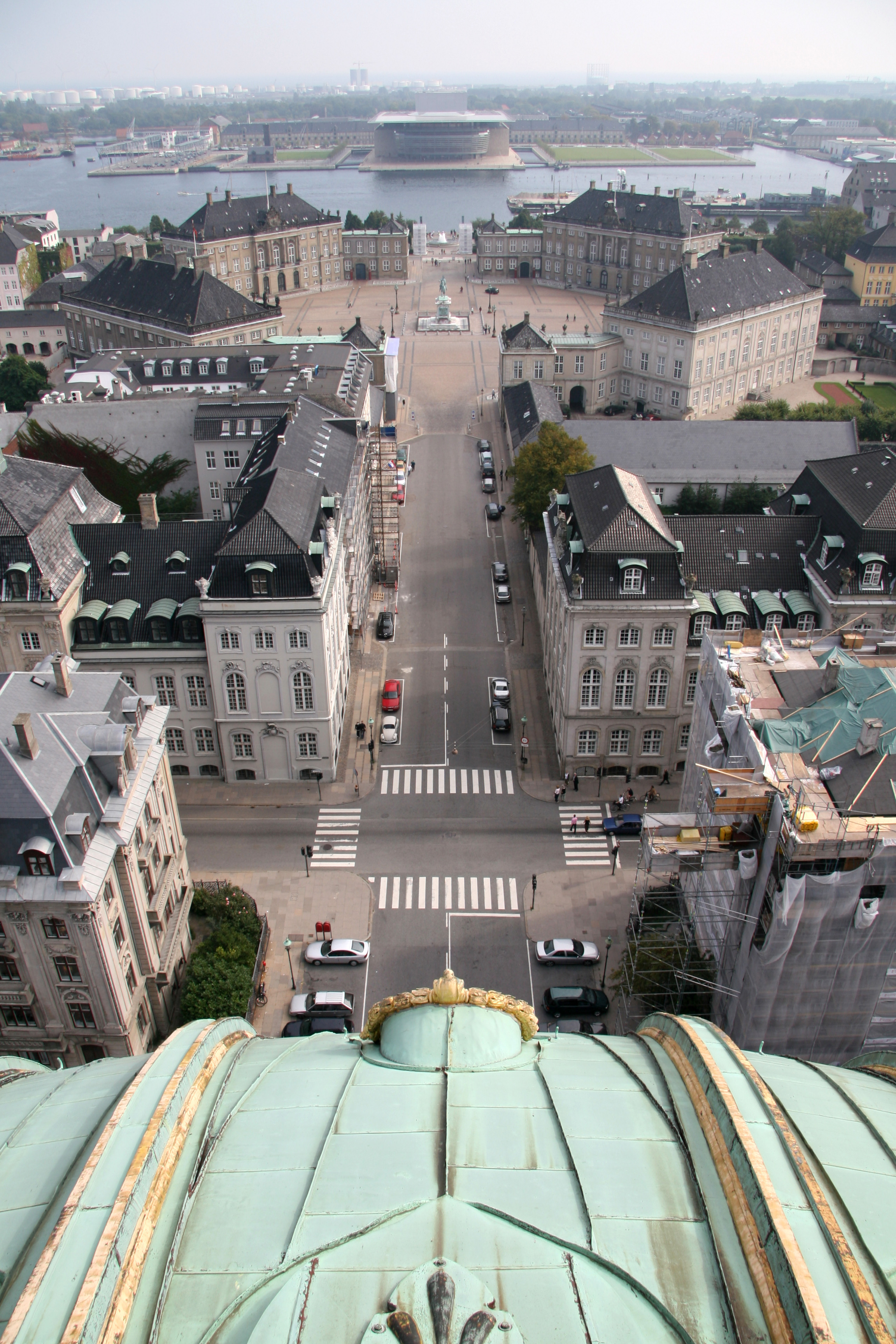
O Amilienborg visto da Igreja de Mármore.

A Marmorkirken foi projetada pelo arquitecto Nicolai Eigtved em 1740 e foi destinada a comemorar os 300 anos da primeira coroação de um membro da Casa de Oldemburgo. A Igreja de Mármore possui o maior domo entre todas as igrejas da Escandinávia com 31 metros. Acredita-se que o domo foi inspirado pela Basílica de São Pedro em Roma.
A pedra fundamental foi lançada em 31 de outubro de 1749 pelo rei Frederico V, porém a construção foi paralisada devido a cortes de orçamento. Além disso, a morte de Eigtved em 1754 fez com que os planos originais da igreja fossem descartados, em 1770, por Johann Friedrich Struensee. As obras continuaram paralisadas, e apesar dos esforços para recomeçar a construção, a estrutura permaneceu em ruínas por quase 150 anos.

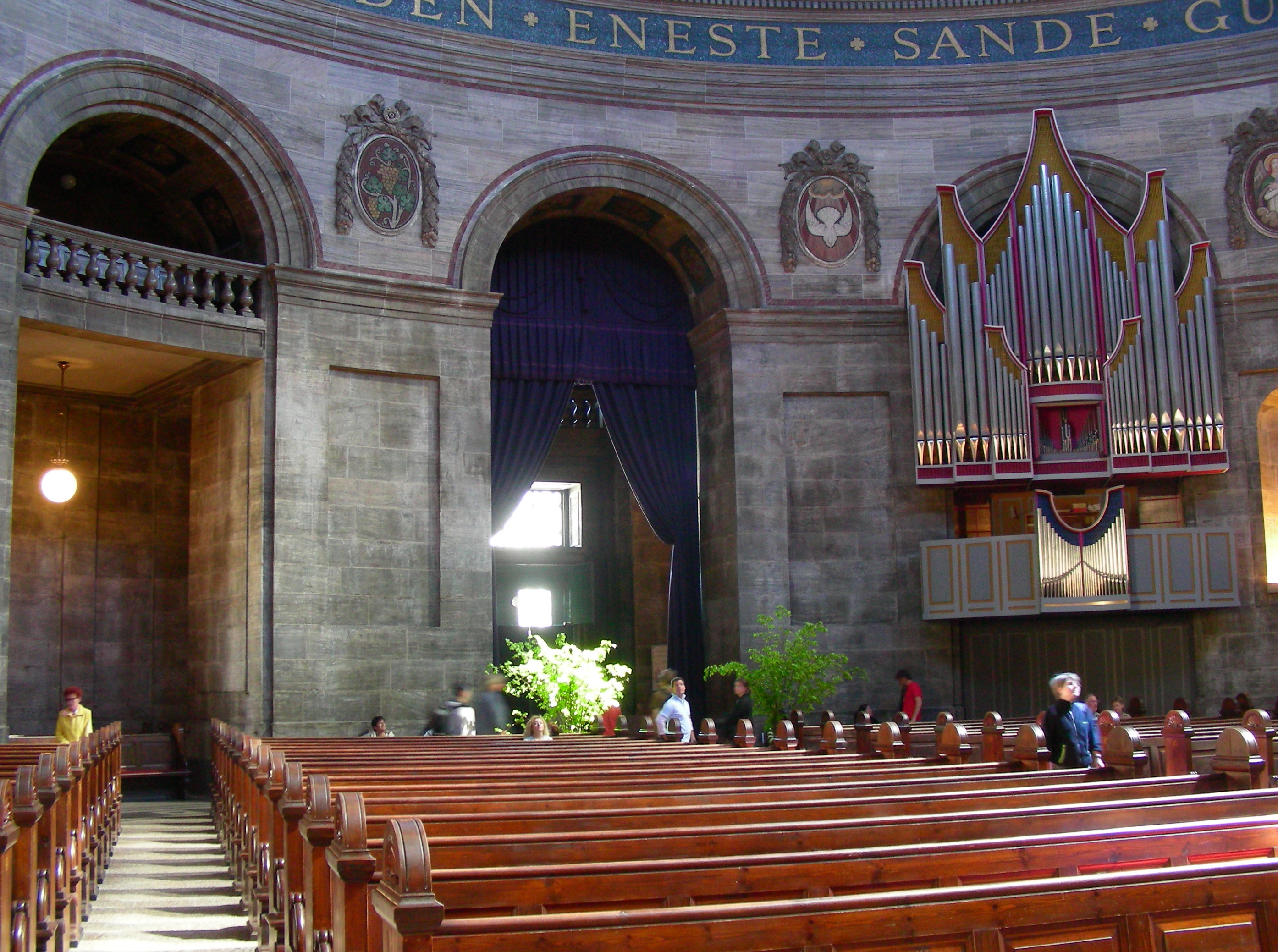
Interior da Marmorkirken

A igreja atual é de autoria de Ferdinand Meldahl foi financiada pelo industrial Carl Frederik Tietgen. A igreja foi inaugurada em 19 de agosto de 1894. No pórtico do templo está gravada a inscrição: HERRENS ORD BLIVER EVINDELIG (que em português significa Mas a palavra do Senhor permanece para sempre. - 1 Pedro 1:25).